# EIHL (2015/2016)
Sezon Elite Ice Hockey League rozgrywany będzie na przełomie 2015 i 2016 roku. Jest to 58. sezon rozgrywek o Mistrzostwo Anglii w hokeju na lodzie. W rozgrywkach weźmie udział 10 zespołów.
Obrońcą tytułu jest drużyna Sheffield Steelers, która zwyciężyła w rozgrywkach sezonu zasadniczego, zaś w rozgrywkach play-off tytuł broni drużyna Coventry Blaze, która pokonała Sheffield Steelers 4:2.

## Sezon zasadniczy
Sezon zasadniczy rozpocznie się 5 września 2015 roku, zakończy się zaś 20 marca 2016. Uczestniczy w nim 10 drużyn, z których osiem awansowało do rozgrywek play-off. Dwa najgorsze drużyny zakończyły sezon po ostatniej kolejce sezonu zasadniczego.
Zespoły zostały podzielone na dwie pięciozespołowe grupy ustalone pod względem geograficznym. Pierwsza z nich Konferencja Gardiner na cześć byłego zawodnika Chicago Blackhawks pochodzącego ze Szkocji - Charlie Gardiner. W skład której znalazły się drużyny z północnej części Wielkiej Brytanii. W drugiej tj. Konferencji Erhardt uczestniczyły drużyny z południowych regionów Wielkiej Brytanii. Nazwa konferencji wzięła się od kapitana złotej drużyny Wielkiej Brytanii z 1936 roku - Carl Erhardt.
Tabela
| Lp. | Zespół              | M  | W  | PpD | P  | Pkt | G+  | G-  | +/-  |
| --- | ------------------- | -- | -- | --- | -- | --- | --- | --- | ---- |
| 1   | Sheffield Steelers  | 52 | 34 | 4   | 14 | 72  | 190 | 161 | +29  |
| 2   | Cardiff Devils      | 52 | 33 | 4   | 15 | 70  | 179 | 139 | +40  |
| 3   | Braehead Clan       | 52 | 30 | 7   | 15 | 67  | 185 | 145 | +40  |
| 4   | Belfast Giants      | 52 | 31 | 4   | 17 | 66  | 184 | 148 | +36  |
| 5   | Nottingham Panthers | 52 | 30 | 2   | 20 | 62  | 185 | 152 | +33  |
| 6   | Fife Flyers         | 52 | 22 | 11  | 19 | 55  | 200 | 196 | +4   |
| 7   | Dundee Stars        | 52 | 22 | 11  | 19 | 55  | 171 | 164 | +7   |
| 8   | Coventry Blaze      | 52 | 24 | 3   | 25 | 51  | 160 | 177 | -17  |
| 9   | Manchester Storm    | 52 | 20 | 4   | 28 | 44  | 189 | 227 | -38  |
| 10  | Edinburgh Capitals  | 52 | 10 | 5   | 37 | 25  | 153 | 287 | -134 |

Legenda:       = Mistrz Wielkiej Brytanii,       = Awans do fazy play-off

## Faza play-off
Faza play-off w rozgrywkach EIHL w sezonie 2015/2016 składa się z trzech rund. Uczestniczą w niej drużyny z miejsc od 1 do 8 sezonu zasadniczego. Drużyna, która zajęła w sezonie zasadniczym wyższe miejsce w sezonie zasadniczym (1-4), miały przywilej roli gospodarza w meczu rewanżowym w pierwszej rundzie. Cztery drużyny, które awansowały do półfinałów wystartowały w turnieju finałowym.
Ćwierćfinały
| Drużyna 1                            | Wynik dwumeczu | Drużyna 2           | Pierwszy mecz | Drugi mecz |
| ------------------------------------ | -------------- | ------------------- | ------------- | ---------- |
| Sheffield Steelers                   | 6:8            | Coventry Blaze      | 3:5           | 3:3        |
| Cardiff Devils                       | 6:5            | Dundee Stars        | 2:4           | 4:1        |
| Braehead Clan                        | 4:3 pd.        | Fife Flyers         | 1:2           | 2:1        |
| Belfast Giants                       | 4:7            | Nottingham Panthers | 3:4           | 1:3        |
| Po lewej gospodarz pierwszego meczu. |                |                     |               |            |

Turniej finałowy
|  | Półfinały           | Półfinały       |   |                 | Finał               | Finał |  |
|  |                     |                 |   |                 |                     |       |  |
|  | 2 kwietnia 2016     |                 |   |                 |                     |       |  |
|  | Nottingham Panthers | 4               |   |                 |                     |       |  |
|  | Fife Flyers         | 1               |   |                 |                     |       |  |
|  |                     |                 |   |                 |                     |       |  |
|  |                     |                 |   |                 | 3 kwietnia 2016     |       |  |
|  |                     |                 |   |                 | Nottingham Panthers | 2     |  |
|  |                     | Coventry Blaze  | 0 |                 |                     |       |  |
|  |                     |                 |   |                 |                     |       |  |
|  |                     |                 |   |                 |                     |       |  |
|  |                     |                 |   |                 | o 3. miejsce        |       |  |
|  | 2 kwietnia 2016     | 2 kwietnia 2016 |   | 3 kwietnia 2016 | 3 kwietnia 2016     |       |  |
|  | Cardiff Devils      | 2               |   | Fife Flyers     | 0                   |       |  |
|  | Coventry Blaze      | 6               |   |                 | Cardiff Devils      | 6     |  |

Finał
| 3 kwietnia 2016 | Nottingham Panthers | 2:0 | Coventry Blaze | National Ice Centre, Nottingham |

| Szczegóły      | Szczegóły                                 | Szczegóły       | Szczegóły | Szczegóły |
| -------------- | ----------------------------------------- | --------------- | --------- | --------- |
| Godzina: 17:00 | S. Schultz (EQ) 14:53 K. Quick (EQ) 53:07 | (1:0, 0:0, 1:0) |           |           |
| Godzina: 17:00 | 0 min.                                    |                 | 4 min.    |           |